# Randolph Quirk, Baron Quirk
Charles Randolph Quirk, Baron Quirk, CBE, FBA (* 12. Juli 1920 in Lambfell, Isle of Man; † 20. Dezember 2017) war ein britischer Sprachwissenschaftler, Politiker und Life Peer.

## Leben
Quirk wurde als Sohn von Thomas und Amy Randolph Quirk geboren; die Familie war in der Landwirtschaft tätig. Er besuchte die Cronk y Voddy School und die Douglas High School sowie das King William’s College auf der Isle of Man und studierte anschließend am University College London (UCL) Englisch bei Albert Hugh Smith. Sein Studium begann er 1939; es wurde allerdings 1940 durch den Zweiten Weltkrieg unterbrochen. Von 1945 bis 1947 setzte er sein Studium fort, das er mit einem BA abschloss. Von 1947 bis 1954 war er Dozent für Englische Sprache am UCL und erwarb während dieser Zeit einen MA in Phonologie und einen PhD über das Thema „Syntax“. Von 1951 bis 1952 war er Commonwealth Fund Harkness Fellow an der Yale University und der University of Michigan. 1954 wurde er Dozent (Reader) an der University of Durham und 1958 Professor. Von 1957 bis 1960 war Quirk Direktor (Governor) der Guisborough Grammar School in Cleveland.
Quirk kehrte 1960 zum University College London zurück und folgte 1968 Smith als Quain Professor nach; diese Position hatte er bis 1981 inne. Dort lehrte er Altenglische Sprache (Anglo-Saxon) und Geschichte der englischen Sprache. Beide Disziplinen gehörten zu zehn Bereichen in der Abschlussprüfung des Bachelor-Lehrplans. Zu dieser Zeit waren Altenglische Sprache und Mittelenglische Sprache zusammen mit der Geschichte der Englischen Sprache Pflichtfächer. Er arbeitete eng mit A.C. Gimson und J.D. O’Connor vom Fachbereich für Phonetik (Phonetics Department) zusammen, wo er gelegentlich als Prüfer mündliche Prüfungen im Fach Phonetik abnahm.

## Wirken

### ProjektSurvey of English Usage
Während der frühen 1960er Jahre betrieben Quirk und einige seiner Kollegen, darunter Valerie Adams, Derek Davy und David Crystal, das Projekt Survey of English Usage. Diese Zusammenstellung von Daten der englischen Sprache komprimierte eine Million Wörter, die tatsächlich im Alltag verwendet wurden, während frühere Grammatiken den Kanon der englischen Literatur übermäßig nutzten.
Finanzielle Unterstützung erhielt er dabei unter anderem von einem dänischen Verleger und der Oxford University Press.
Das Projekt war die Grundlage für A Comprehensive Grammar of the English Language, ein weltweit verwendetes grammatisches Nachschlagewerk. Dabei handelte es sich um die erste Grammatik, welche die englische Sprache in ihrem tatsächlichen Gebrauch beschreibt und nicht auf Regeln aufbaut, die Lehrer und Wissenschaftler nach grammatischen Modellen der lateinischen und griechischen Sprache entworfen haben. Diese Modelle galten lange Zeit als „korrekte“ Modelle für lebendiges Englisch. Anstatt vorzuschreiben, was korrekter grammatikalischer Gebrauch sei, legten Quirk und seine Kollegen eine eher beschreibende als normative Grammatik vor, die auch zeigt, dass verschiedene Gruppen von englischen Sprechern einen unterschiedlichen Sprachgebrauch aufweisen. Sie argumentieren, dass korrekt ist, was tatsächlich gesprochen wird.
Das Projekt nahm einen Großteil seiner Zeit in den 1960er und 1970er Jahren ein. Zusätzlich war er aber auch für das British Council tätig. Von 1985 bis 1989 war er Präsident der British Academy. Dazu gehörten Vortragsreisen nach Russland, Korea, China und Japan sowie Indien, Ghana und Nigeria. Von 1975 bis 1976 ließ sich Quirk beurlauben und verbrachte diesen Zeitraum im Irak und Neuseeland.

### ProjektSummer School of English
Quirk wirkte gern bei der London University Summer School of English mit, dessen Lehrerkollegium weltweit als eines der bedeutendsten von Englischlehrern galt. Als die Schule vom Queen Elizabeth College nach New Cross wechselte, sank das Interesse stark. Quirks Amtszeit als Direktor währte von 1959 bis 1983, der Phonetiker J. D. O’Connor folgte ihm.

## Mitgliedschaft im House of Lords
Quirk wurde am 12. Juli 1994 zum Life Peer als Baron Quirk, of Bloomsbury in the London Borough of Camden ernannt. Seine Antrittsrede hielt er am 10. Oktober 1994. Im House of Lords saß er als Crossbencher.
Als seine politischen Interessen gab er auf der Webseite des Oberhauses Bildung, öffentliche Kommunikation, Gesundheit, Medien, Sprachpathologie und Rundfunk an. In den 1990er Jahren sprach er zu den Themen Behinderung, britische Industrie, Bildung, Flüchtlinge im Kosovokrieg und die wirtschaftliche und politische Entwicklung auf dem Balkan. Er meldete sich in den 2000er Jahren zu Lehrerausbildung, alleinerziehenden Eltern, dem Tod von Elizabeth Bowes-Lyon und der Lage im Irak zu Wort.
Von 1997 bis 2002 gehörte er dem House of Lords Select Committee on Science and Technology an. Quirk war seit 2001 regelmäßig an Sitzungstagen anwesend. Er nahm jährlich durchschnittlich an über 130 Sitzungstagen in der Sitzungsperiode teil.

## Weitere Ämter
Quirk war von 1969 bis 1972 Vorsitzender (Chair) des Committee of Enquiry in Speech Therapy Services und von 1970 bis 1985 Mitglied des Senats der London University. Von 1975 bis 1980 war er Direktor (Governor) des British Institute of Recorded Sound. Er gehörte von 1975 bis 1981 dem BBC Archives Committee an. Er war Vorsitzender (Chairman) des Hornby Educational Trust von 1979 bis 1993. Bei der English Speaking Union (ESU) war er von 1980 bis 1985 Direktor (Governor). Quirk war von 1981 bis 1985 Vize-Kanzler (Vice-Chancellor) der University of London.
Von 1986 bis 1990 war er Vizepräsident (Vice-President) der Foundation for Science and Technology. Bei der American School in London war er von 1987 bis 1989 Direktor (Governor). Während seiner Amtszeit arbeitete er an der Verbesserung des nationalen Lehrplans.
Er war Präsident des Institute of Linguists von 1983 bis 1986. Er war Vorsitzender (Chair) der Anglo-Spanish Foundation von 1983 bis 1985. Von 1983 bis 1991 gehörte er dem Vorstand (Board) des British Council an. Von 1984 bis 1996 war er Vorsitzender (Chairman) des British Library Advisory Committee. Beim Vorstand (Council) der Royal Academy of Dramatic Art war Quirk von 1985 bis 2004 Mitglied.
Bei der Richmond, The American International University in London war er von 1985 bis 2006 Direktor (Academic Governor). Er war Mitglied des Treuhandrates (Trustee) der City Technology Colleges von 1986 bis 1998. Von 1987 bis 1995 war er Royal Commissioner bei der 1851 Exhibition. Beim College of Speech and Language Therapists war er von 1987 bis 1991 Präsident.
1989 war Quirk Präsident der North of England Educational Conference.
Quirk war Berater (Consultant) von Pearson Education, beim Linguaphone Institute und der Wolfson Foundation. Bei letzterem war er seit 1987 Mitglied des Treuhandrates (Trustee).

## Ehrungen
1976 wurde er zum Commander des Order of the British Empire (CBE) ernannt und 1985 zum Knight Bachelor.
Er war Träger zahlreicher Ehrendoktorwürden. Unter anderem erhielt er sie von der Universität Lund, der Universität Uppsala, der Universität von Paris, der Universität Lüttich, der Radboud-Universität Nijmegen, der University of Salford, der University of Reading, der University of Leicester, der Newcastle University, der University of Durham, der University of Bath (1985, als Doctor of Letters, D.Litt), der Open University, der University of Essex, der Bar-Ilan-Universität, der University of Southern California, der University of Westminster, der Brunel University, der University of Sheffield, der University of Glasgow, der Karls-Universität Prag, der Universität London, der Adam-Mickiewicz-Universität Posen, der Aston University, der Richmond, The American International University in London, der Universität Kopenhagen, der Universität Bukarest und der Queen Margaret University.
Er war Foreign Fellow der Academia Europaea, der American Academy of Arts and Sciences, der Königlich Belgischen Akademie der Wissenschaften, der Königlich Schwedischen Akademie der Wissenschaften, der Finnischen Akademie der Wissenschaften, der British Academy (seit 1975), der Royal Holloway, University of London, der Goldsmiths, University of London, des Imperial College London, des King’s College London und der Queen Mary, University of London. Außerdem war er Fellow und Research Fellow des UCL sowie Honorary Master der Anwaltskammer Gray’s Inn.

## Persönliches
Quirk war ein Unterstützer der Labour Party. 1946 heiratete er Jean Williams, mit der er zwei Söhne bekam. 1984 heiratete er die deutsche Linguistin Gabriele Stein, mit der er in Deutschland und England lebte.

## Schriften
- The Concessive Relation in Old English Poetry, Gazelle Book Services Ltd, 1954
- Studies in Communication, Secker & Warburg, 1955 (Auflage 1959) (mit A.J. Ayer und anderen)
- An Old English Grammar, Metheun, 1955 (mit Charles Leslie Wrenn, 1994 erschien eine erweiterte Auflage in Zusammenarbeit mit S. E. Deskis)
- Charles Dickens and appropriate language, University of Durham, 1959
- The Teaching of English, Oxford University Press, 1959 (überarbeitete Neuauflage 1964) (Herausgeber, mit Albert Hugh Smith)
- The Study of the Mother Tongue, H.K.Lewis, 1961, ISBN 978-0-7186-0274-1
- The Use of English, Longmans, 1962 (erweiterte Auflage 1968)
- Systems of Prosodic and Paralinguistic Features in English, Walter de Gruyter & Co, 1964, ISBN 978-90-279-0574-1 (mit David Crystal)
- A Common Language, London, Reading and Fakenham, 1964, ISBN unbekannt (mit Albert H. Marckwardt)
- Investigating Linguistic Acceptability, Walter de Gruyter, Inc., 1966, ISBN 978-90-279-0585-7 (mit Jan Svartvik)
- Essays on the English Language - Medieval and Modern, Prentice Hall Press, 1968, ISBN 978-0-582-52399-9
- Elicitation Experiments in English, Prentice Hall Press, 1970, ISBN 978-0-582-52452-1 (mit Sidney Greenbaum)
- A Grammar of Contemporary English, Langenscheidt ELT, 1972, ISBN 978-0-582-52444-6 (mit Sidney Greenbaum, Geoffrey Leech und Jan Svartvik)
- The English Language and Images of Matter (Language and language learning, 34), Oxford University Press, 1972, ISBN 978-0-19-437121-6
- A University Grammar of English, Langenscheidt ELT, 1973, ISBN 978-0-582-55207-4 (mit Sidney Greenbaum)
- The Linguist and the English Language, Hodder & Stoughton Educational, 1974, ISBN 978-0-7131-5743-7
- Old English Literature: a practical introduction, Hodder Arnold, 1975, ISBN 978-0-7131-5808-3 (mit Valerie Adams, Derek Davy)
- A Corpus of English Conversation, Studentlitteratur, 1980, ISBN 978-91-40-04740-3 (mit Jan Svartvik)
- Style and Communication in the English Language, Hodder Arnold, 1982, ISBN 978-0-7131-6260-8
- English in the World, Cambridge University Press, 1985, ISBN 978-0-521-31522-7 (mit Henry Widdowson)
- A Comprehensive Grammar of the English Language, Longman, 1985, ISBN 978-0-582-51734-9 (mit Sidney Greenbaum, Geoffrey Leech und Jan Svartvik)
- Words at Work, Singapore University Press, 1986, ISBN 978-9971-69-102-8
- English in Use, Longman, 1990, ISBN 978-0-582-06612-0 (mit Gabriele Stein)
- A Student's Grammar of the English Language, Longman, 1990, ISBN 978-0-582-05971-9 (mit Sidney Greenbaum)
- An Introduction to Standard English, Verlag unbekannt, 1993, ISBN unbekannt
- Grammatical and Lexical Variance in English, Longman, 1995, ISBN 978-0-582-25359-9